# 조선식 운영체제
조선식 운영체제(朝鮮式運營體制)는 조선민주주의인민공화국에서 개발된 것으로 주장되는 모바일 운영체제로 실질적으로 안드로이드를 복제한 운영 체제다.

## 자료 봉사 2.0[2]
조선식 운영체제는 자료 봉사 2.0이라는 서비스를 통해 앱 스토어 방식을 제공하고 있다.

## 기타
- 인터넷 접속이 불가능하며 대신 인트라넷인 광명망으로 접속된다.
- 김일성과 김정일의 생일이 기념일로 지정되어 있다.
- 앵그리버드를 복제한 《고무총쏘기》라는 게임이 내장되어 있다.